# 日経ジャスダック平均株価
日経ジャスダック平均株価（）とは、ジャスダック上場銘柄を対象とした株価指数で日本経済新聞社が計算・公表している。日本銀行・不動産投資信託・外国株・整理ポスト銘柄を除くジャスダック上場全銘柄を日経平均株価と同じく株価換算係数方式で算出する。2022年4月1日に廃止。

## 略史
- 1985年5月1日 日本経済新聞社が「日経店頭平均株価」の名称で計算・公表を開始[1]。

（1983年11月11日までさかのぼって算出）
- 2002年10月1日 「日経ジャスダック平均株価」に改称[3]。
- 2022年4月1日 JASDAQ市場廃止に伴い日経ジャスダック平均株価を廃止[2]。

## 参照
1. 1 2  日経ジャスダック平均 － 株価指数情報 － 日経平均プロフィル
2. 1 2  2022年4月で日経ジャスダック平均の算出を終了
3. ↑  日経の指数年表 － 日経平均プロフィル